# Slawnow-Taylor-Identität
Die Slawnow-Taylor-Identitäten sind eine Klasse von Beziehungen in der Quantenfeldtheorie, die Vakuumerwartungswerte von zeitgeordneten Größen, die sogenannten Korrelationsfunktionen, miteinander verknüpft. Sie verallgemeinern die Ward-Takahashi-Identität der Quantenelektrodynamik auf nichtabelsche Yang-Mills-Theorien, insbesondere die Quantenchromodynamik, also die Theorie der starken Wechselwirkung. Die Slawnow-Taylor-Identitäten wurden unabhängig voneinander 1971 von John C. Taylor und 1972 von Andrei Slawnow entdeckt.
Die Slawnow-Taylor-Identitäten folgen aus der BRST-Symmetrie, da die Physik invariant unter BRST-Symmetrieoperationen sein muss. Das heißt, eine Modifikation aller Felder {\displaystyle \Phi \to \Phi '=\Phi +\delta \Phi } darf die Physik nicht verändern. Insbesondere gilt dies für das erzeugende Funktional 
{\displaystyle {\mathcal {Z}}[J]=\int \prod _{i=1}^{n}{\mathcal {D}}[\Phi _{i}]\exp \left(\mathrm {i} \int \mathrm {d} ^{4}x\left({\mathcal {L}}+\sum _{j=1}^{n}J_{j}(x)\Phi _{j}(x)\right)\right)}
im Pfadintegral-Formalismus der Quantenfeldtheorie. Das heißt, es gilt
{\displaystyle \delta {\mathcal {Z}}={\mathcal {Z}}'-{\mathcal {Z}}=0}.
Da die Lagrangedichte {\displaystyle {\mathcal {L}}} und das Pfadintegral bereits invariant unter BRST-Operationen sind, es ist also {\displaystyle {\mathcal {L}}'={\mathcal {L}}} und {\displaystyle {\mathcal {D}}\Phi '={\mathcal {D}}\Phi }, und die BRST-Symmetrie auf nilpotenten Graßmann-Zahlen beruht, folgt daraus
{\displaystyle \int \prod {\mathcal {D}}\Phi _{i}\exp \left({\mathcal {i}}\int \mathrm {d} ^{4}x\left({\mathcal {L}}+\sum J_{j}(x)\Phi _{j}(x)\right)\right)\mathrm {i} \int \mathrm {d} ^{4}yJ_{i}(y)\delta \Phi _{i}(y)=0}
Die zeitgeordneten Vakuumerwartungswerte erhält man nun, indem nach den entsprechenden {\displaystyle J} differenziert wird und danach alle {\displaystyle J} gleich Null gesetzt werden. Da bei diesem Vorgehen immer genau ein {\displaystyle \delta \Phi } übrig bleibt, folgt
{\displaystyle {\begin{aligned}0&=\langle T(\delta \Phi _{1})\Phi _{2}\dots \Phi _{n}\rangle +\dots +\langle T\Phi _{1}\dots \Phi _{n-1}(\delta \Phi _{n})\rangle \\&=\delta \langle T\Phi _{1}\dots \Phi _{n}\rangle \end{aligned}}}
Dies ist die Slawnow-Taylor-Identität.